# ترافيس سميث (مصمم جرافيك)
ترافيس سميث (بالإنجليزية: Travis Smith)‏ هو مصمم جرافيك أمريكي، ولد في 26 فبراير 1970 في سان دييغو في الولايات المتحدة.

## وصلات خارجية
- ترافيس سميث على موقع ميوزك برينز (الإنجليزية)
- ترافيس سميث على موقع أول ميوزيك (الإنجليزية)
- ترافيس سميث على موقع ديسكوغز (الإنجليزية)